# Konferenz von Jalta
Koordinaten: 44° 28′ 3″ N, 34° 8′ 37″ O

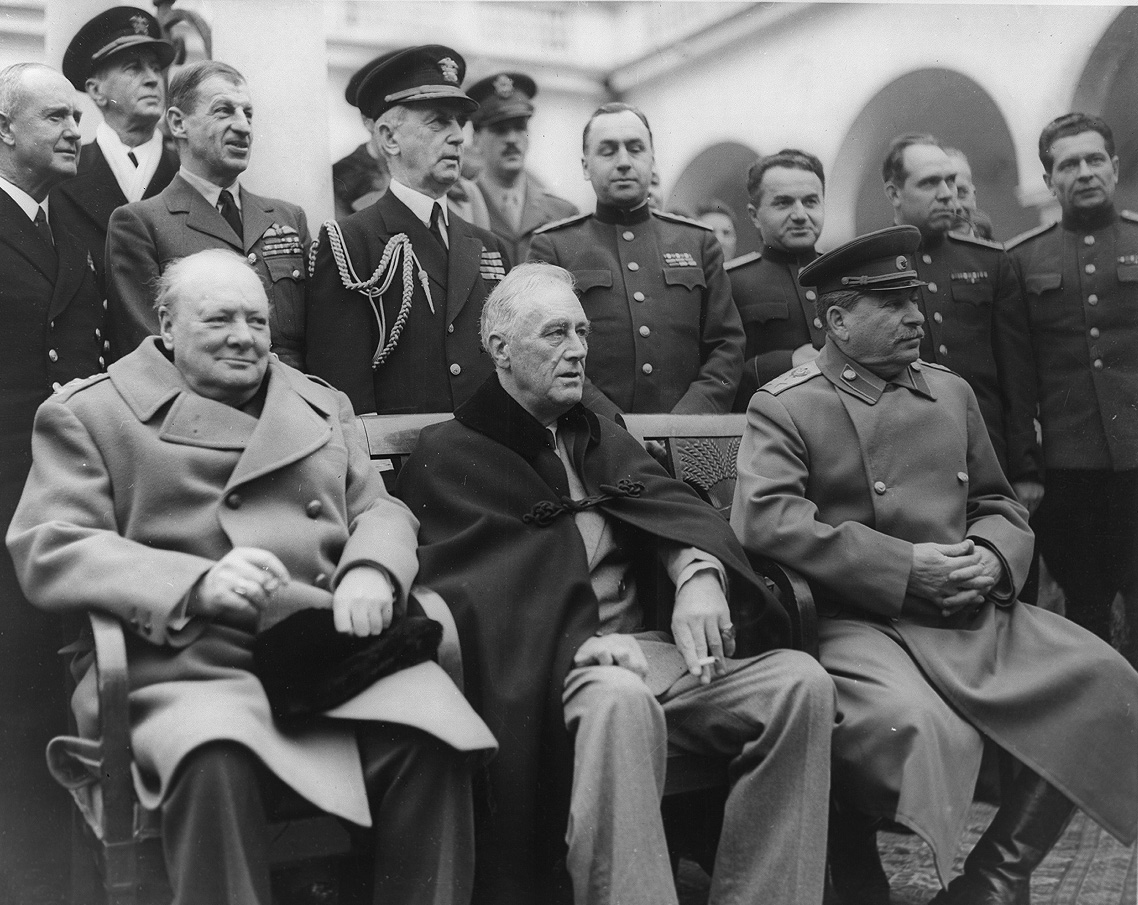
Gruppenfoto nach dem Abschluss der Verhandlungen; von links: Winston Churchill, Franklin D. Roosevelt und Josef Stalin

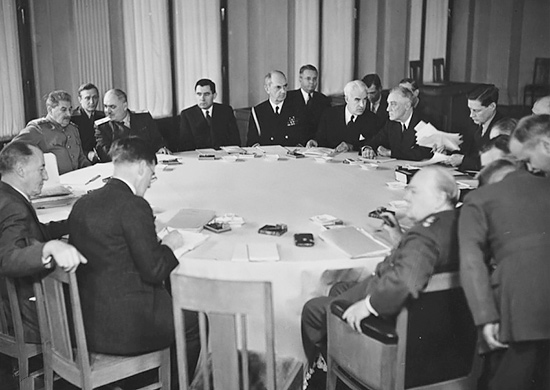
Konferenzteilnehmer am Verhandlungstisch

Die Konferenz von Jalta (auch Krim-Konferenz) war ein diplomatisches Treffen der alliierten Regierungs- bzw. Staatschefs Franklin D. Roosevelt (USA), Winston Churchill (Vereinigtes Königreich) und Josef Stalin (UdSSR) vom 4. bis zum 11. Februar 1945. Sie fand im Liwadija-Palast im Badeort Jalta auf der Krim statt. Es war das zweite von insgesamt drei alliierten Gipfeltreffen der „Großen Drei“ im bzw. nach dem Zweiten Weltkrieg (1939–1945).
Themen der Konferenz waren vor allem organisatorische Fragen betreffend die Vereinten Nationen, die Aufteilung Deutschlands, die Machtverteilung in Europa nach dem Ende des Krieges und der Krieg gegen das Japanische Kaiserreich. Die Konferenz erbrachte im Wesentlichen zwei diplomatische Vereinbarungen, die zumindest auf dem Papier durchaus als zufriedenstellend erschienen. In Polen sollten freie Wahlen abgehalten und danach eine Koalitionsregierung gebildet werden, an der auch in den Westen geflohene Exilanten beteiligt sein sollten. In der Deklaration über das befreite Europa wurden die Richtlinien für das Wiederaufleben eines freien und demokratischen Osteuropas festgelegt. Diese wurden von der Sowjetunion zwar akzeptiert, aber später völlig anders ausgelegt.

## Hintergrund
Nach der Teheran-Konferenz (28. November bis zum 1. Dezember 1943) hatte sich die militärische und politische Lage verändert. Während in Europa mit dem Vormarsch der US-amerikanischen, britischen und französischen Truppen im Westen und der Roten Armee im Osten der Krieg so gut wie gewonnen war, glaubten die Verantwortlichen, dass die militärischen Auseinandersetzungen mit dem Kaiserreich Japan noch lange andauern würden. Daher zeigten sich Churchill und Roosevelt gegenüber den Forderungen Stalins kompromissbereit.
2020, anlässlich des 75. Jahrestags, gab Russland einige bis dahin unveröffentlichte Dokumente frei.

## Protokoll über die Verhandlungen auf der Krimkonferenz
Am Sonntag, den 11. Februar 1945, unterzeichneten Franklin D. Roosevelt, Josef W. Stalin und Winston S. Churchill das Kommuniqué, das am nächsten Tag der Presse in Washington, London und Moskau übergeben werden sollte. Danach unterzeichneten sie ein geheimes Abkommen mit den Bedingungen für den Eintritt der Sowjetunion in den Krieg gegen Japan. Das Protokoll über die Verhandlungen auf der Krimkonferenz, das die Außenminister E.R. Stettinius jr., W. Molotow und Anthony Eden schließlich in der Schlusssitzung unterzeichneten, enthielt folgende vierzehn Kapitel:
- I. Weltorganisation
- II. Erklärung über das befreite Europa
- III. Zerstückelung Deutschlands
- IV. Besatzungszone für Frankreich und Kontrollrat für Deutschland
- V. Reparationen
- VI. Hauptkriegsverbrecher
- VII. Polen
- VIII. Jugoslawien
- IX. Italienisch-jugoslawische Grenze – Italienisch-österreichische Grenze
- X. Jugoslawisch-bulgarische Beziehungen
- XI. Südosteuropa
- XII. Iran
- XIII. Sitzungen der Außenminister
- XIV. Die Konvention von Montreux und die Meerengen

### Vereinte Nationen
Auf der Konferenz von Dumbarton Oaks war 1944 ein Vorschlag zur Gründung der Vereinten Nationen als friedenssichernder und Zusammenarbeit fördernder internationaler Organisation ausgearbeitet worden. Über offene Punkte wurde in Jalta Einigkeit unter den drei Großen herbeigeführt. Die Einführung und Ausgestaltung des Vetorechts der ständigen Mitglieder China, Frankreich, Sowjetunion, Vereinigtes Königreich und Vereinigte Staaten im Sicherheitsrat wurde vereinbart, um die Einschränkung der Souveränität der ständigen Mitglieder („Polizisten“) auszuschließen. Die Ukrainische Sozialistische Sowjetrepublik und belarussische Volksrepublik sollten stimmberechtigte Mitglieder der Vereinten Nationen werden. Die Sowjetunion hatte zunächst auf sechs stimmberechtigte Teilrepubliken bestanden, um aus machtpolitischen Gründen ähnlich wie der Commonwealth vertreten zu sein. Den USA wurden zunächst ebenfalls drei Mitgliedschaften/Stimmrechte zugesichert, was sie aber später nicht in Anspruch nahmen. Der Umgang mit Mandatsgebieten, die für die Kolonialmächte wichtig waren, wurde geklärt. Eine Gründungskonferenz in San Francisco sollte einberufen werden, zu der nur die Vereinten Nationen (alliierter Begriff für die Gegner der Achsenmächte) eingeladen werden sollten.

### Aufteilung Deutschlands

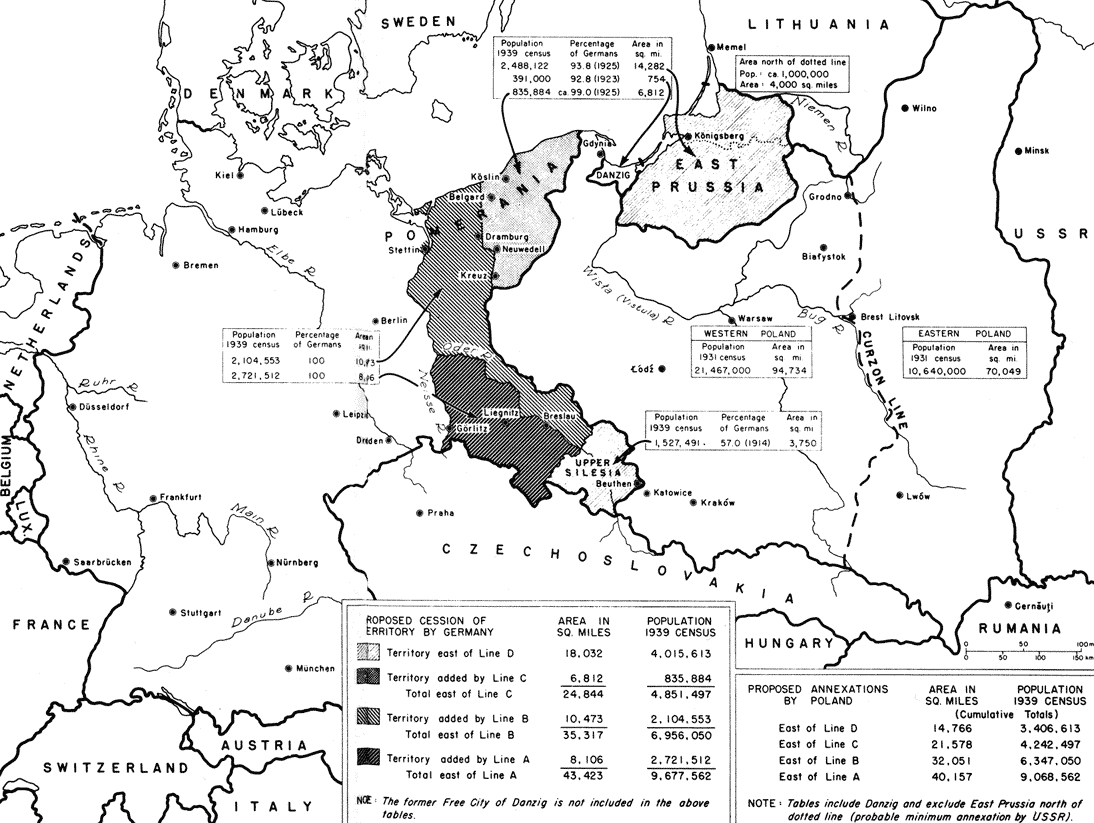
U.S. Department of State, Karte vom 10. Januar 1945: Germany – Poland Proposed Territorial Changes – Secret („Vorschlag zur Gebietsveränderung – Geheim“)

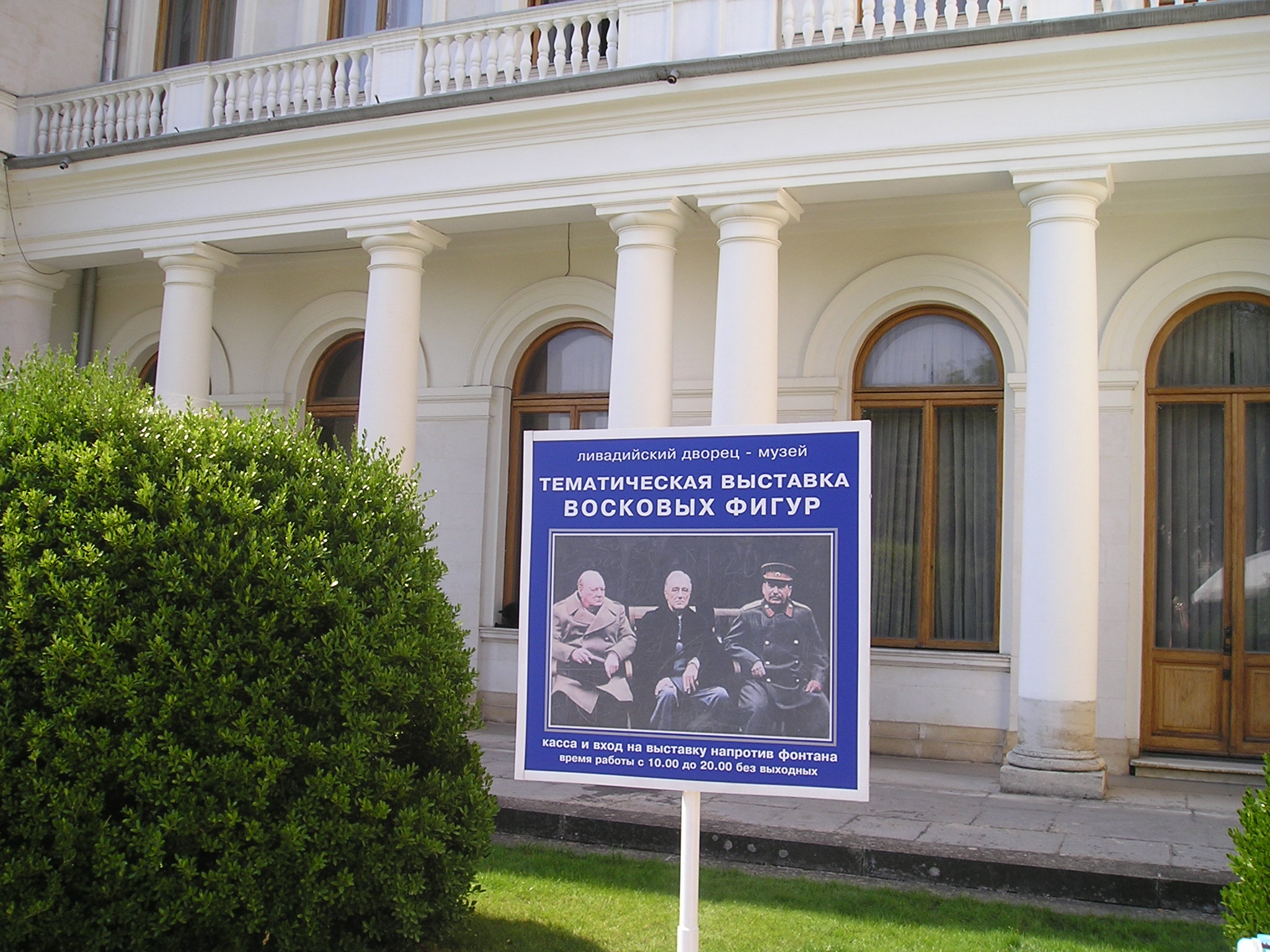
Liwadija-Palast 2008, Ort der Jalta-Konferenz 1945

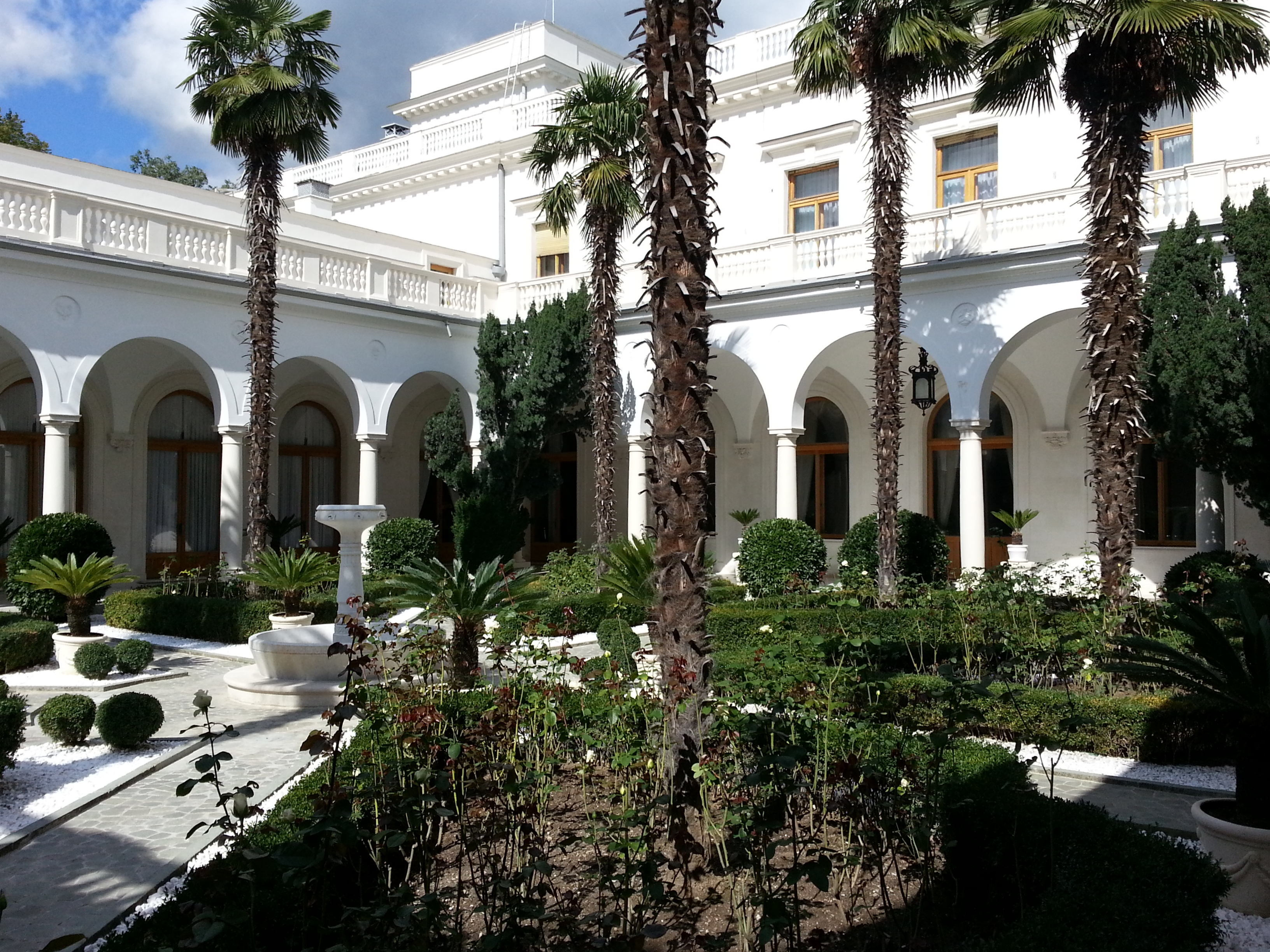
Liwadija-Palast, September 2013

Zur Debatte stand eine Zerstückelung Deutschlands in mehrere Staaten, eine Dismembration, deren Konkretisierung von Stalin gefordert wurde, für die er aber keinen Plan vorlegte. Roosevelt war bereits auf der Teheran-Konferenz der Auffassung gewesen, Deutschland sollte aufgegliedert werden (Teilung in fünf Teilstaaten war sein Teheraner Plan), und war bereit, auf die sowjetische Forderung einzugehen. Churchill und Anthony Eden setzten jedoch mit Unterstützung des amerikanischen Außenministers Stettinius in der in Jalta beschlossenen Kapitulationsurkunde eine interpretierbare Formulierung durch. Sie schloss eine Aufteilung nicht aus, konnte aber auch im Sinn einer bloßen Dezentralisierung verstanden werden. Ein gemeinsamer Beschluss konnte nicht erreicht werden, das Thema wurde deshalb an die Europäische Beratende Kommission (EAC) delegiert, wo ein Vorschlag erarbeitet werden sollte. Ein alliiertes „Dismemberment-Committee“ der EAC, das aus dem britischen Außenminister Eden (als Vorsitzenden) und den in London akkreditierten Botschaftern der USA und UdSSR, John G. Winant und Fjodor Tarassowitsch Gussew, bestand, sollte die Einzelheiten festlegen. Diesem Gremium wurde freigestellt, nach eigenem Ermessen einen französischen Vertreter hinzuzuziehen.
Im März 1945 nahm Stalin eine Kurskorrektur seiner offiziellen Deutschlandpolitik vor und ließ erklären, dass er nicht länger am Prinzip der Aufteilung Deutschlands festhalten wolle.

### Besatzungszone für Frankreich und Kontrollrat für Deutschland
Aus der britischen und der amerikanischen Besatzungszone sollte ein Gebiet herausgenommen werden, das durch französische Streitkräfte besetzt werden sollte. Über seine Größe sollte Frankreich konsultiert werden und die Entscheidung von den Amerikanern und Briten getroffen werden. Die Provisorische Regierung Frankreichs sollte eingeladen werden, Mitglied des Alliierten Kontrollrats für Deutschland zu werden.

### Hauptkriegsverbrecher
Nach der Konferenz von Moskau 1943, auf der die Bestrafung von Kriegsverbrechern vereinbart worden war, und der Gründung der United Nations War Crimes Commission 1943, die eine Liste von Kriegsverbrechern führte, war dem Umgang mit den Hauptkriegsverbrechern (Personen, deren Verbrechen so groß und länderübergreifend erschienen, dass sie nicht der Bestrafung durch ein bestimmtes Land zugeordnet werden konnten) nur wenig politische Aufmerksamkeit gewidmet worden. Die drei Staaten kamen überein, diese unbedingt zu bestrafen. Die Außenminister sollten dazu einen Vorschlag erarbeiten.

### Polen
Es wurde beschlossen, die Provisorische Polnische Regierung durch eine „Regierung der Nationalen Einheit“ zu ersetzen, die auf eine „Abhaltung freier Wahlen auf der Grundlage des allgemeinen Wahlrechts und geheimer Abstimmung“ verpflichtet werden sollte. Diese Regierung sollte auf eine breitere Grundlage gestellt werden, vor allem demokratische Führungskräfte aus dem Kreis der Polnischen Exilregierung aufnehmen. Die drei Alliierten verpflichteten sich, zu dieser neuen Regierung diplomatische Beziehungen herzustellen und mit ihr Botschafter auszutauschen.
Die östliche Grenze Polens sollte mit kleineren Abweichungen der Curzon-Linie folgen. Welche Meinung diese Regierung der Nationalen Einheit über das Ausmaß habe, in dem Polen im Norden und Westen einen Gebietszuwachs erhalten solle, müsse zu gegebener Zeit in Erfahrung gebracht werden. Die endgültige Festlegung der Westgrenze Polens sollte einer Friedenskonferenz vorbehalten bleiben.

### Deutsche Ostgrenze
Stalin versuchte in Jalta, in der Frage nach der deutschen Ostgrenze eine Einigung zu erreichen, und forderte eine Festlegung auf die Oder-Neiße-Linie, blieb damit jedoch erfolglos. Es blieb daher bei der „prinzipiellen“ Einigung auf eine Westverschiebung Polens, die auf der Konferenz von Teheran 1943 beschlossen worden war.

### Weitere Beschlüsse
In den Beschlüssen fanden u. a. die sowjetischen Interessen in Asien (Mongolei und Kurilen mit Sachalin) gegenüber Japan und China ihren Niederschlag.
Stalin forderte für die Sowjetunion zusätzliche Sicherheiten. Die besetzten Länder von Italien über die Tschechoslowakei bis zum Baltikum und praktisch der ganze Balkan sollten einen Sicherheitsring von Satellitenstaaten um die Sowjetunion bilden. Darauf gingen Churchill und Roosevelt nur teilweise ein. Italien wurde der westlichen Einflusssphäre zugeschlagen, während man die Tschechoslowakei und die baltischen Staaten Stalin überließ. Über die Regierung von Polen wurde keine Einigung erzielt, und auch der Grenzverlauf blieb unklar. Die Einflusszonen in Südosteuropa hatten Stalin und Churchill bereits auf ihrer Moskauer Konferenz im Oktober 1944 in informeller Weise auf einem kleinen Zettel aufgeteilt. Churchill hatte geschrieben:
- Rumänien: Sowjetunion 90 % – die anderen 10 %
- Griechenland: Großbritannien 90 % – Sowjetunion 10 %
- Jugoslawien: 50 % – 50 %
- Ungarn: 50 % – 50 %
- Bulgarien: Sowjetunion 75 % – die anderen 25 %

Stalin bestätigte laut Churchill den Vorschlag, indem er einen Haken auf das Blatt setzte. Die USA weigerten sich das Dokument zur Kenntnis zu nehmen.
In einer Geheimabsprache verpflichtete sich die Sowjetunion, zwei bis drei Monate nach der deutschen Kapitulation den Krieg gegen Japan zu eröffnen und ein Bündnis mit China einzugehen. Im Gegenzug erhielt sie territoriale Zugeständnisse in den Kurilen und Südsachalin sowie politische Vorrechte in der Mandschurei, Besatzungsrechte in Korea und die Autonomie der Äußeren Mongolei.
Wie bereits die frühere Konferenz von Teheran ließ auch die Konferenz von Jalta viel Auslegungsspielraum offen. Nur über eine bedingungslose Kapitulation und die Entnazifizierung sowie die Entmilitarisierung Deutschlands war man sich von vornherein einig. Definitive Absprachen, Einzelheiten über die Abtretung der deutschen Ostgebiete oder die künftige polnische Westgrenze wurden nicht getroffen. Verabredet war allenfalls, dass Polen im Norden und Westen deutsche Gebiete erhalten solle, nach den Vorstellungen der USA und Großbritanniens jedoch keine westlich der Oder. Auch Absprachen über die Vertreibung von Millionen von Deutschen sollten erst später auf der Potsdamer Konferenz folgen. Als Ostgrenze Polens wurde die Curzon-Linie festgelegt.
Auf der Konferenz von Jalta einigten sich Franklin D. Roosevelt, Winston Churchill und Josef Stalin über die letzten noch strittigen Punkte des Entwurfs zur Charta der Vereinten Nationen. Es ging insbesondere um den Abstimmungsmodus im mächtigsten Gremium der künftigen Organisation, dem Sicherheitsrat. Den ständigen Sicherheitsratsmitgliedern – der UdSSR, den USA, Großbritannien, Frankreich und China – räumte man auf Betreiben der Sowjetunion ein Vetorecht in allen wichtigen Fragen ein. Ohne dieses Zugeständnis wäre keine Einigung möglich gewesen.
Außerdem wurde ein Abkommen mit der Sowjetunion unterzeichnet, das eine Repatriierung sowjetischer Displaced Persons vorsah, die in der Obhut der Westalliierten waren. Dies betraf nicht nur die sowjetischen Zwangsarbeiter in Deutschland, sondern auch ehemalige Soldaten der Roten Armee, die in deutschen Uniformen gefangen genommen worden waren. Das Abkommen wurde weder im Abschlusskommuniqué der Konferenz erläutert noch veröffentlicht. Nach damals verbreitetem Verständnis hatten Nationalstaaten das Recht, die Rückkehr ihrer Bürger zu verlangen, und es war die moralische Pflicht der Staatsangehörigen, heimzukehren und sich am Wiederaufbau ihres Landes zu beteiligen.
Drei Arten von Reparationen wurden festgelegt:
- Entnahme von Maschinen, Instrumenten und Patenten;
- Lieferungen aus der laufenden Produktion;
- Nutzung der Arbeitskraft deutscher Spezialisten.

## Kontroversen über die Folgen der Beschlüsse
Die Deutung der Konferenzergebnisse ist kontrovers, einige Historiker sprechen von einem „Mythos der Teilung Europas“, der auf Charles de Gaulle zurückgehe. Einige Historiker sehen in Jalta bereits die faktische Aufteilung Europas in Interessensphären, womit besonders Stalins Wünschen entsprochen wurde, der mehr oder weniger freie Hand in den sowjetisch besetzten Ländern bekam. Die „Erklärung über das befreite Europa“ stellt dann eine nicht ernst gemeinte Irreführung der Öffentlichkeit dar, die ohnehin von gewollt unpräzisen Begriffen geprägt sei, deren westliches Verständnis („freie Wahlen“, „demokratisch“) Roosevelt von vornherein nicht durchsetzen wollte. Ihm ging es dabei um den US-Kongress und die amerikanische öffentliche Meinung. So sieht es Wilfried Loth seit 1980 zusammen mit „postrevisionistischen“ US-Historikern wie Daniel Yergin (1977) oder Serhii Plokhy (2010). Hier wird Roosevelt nicht als zu UN-idealistisch oder zu krank beurteilt, sondern als Realist, der das Mögliche erreicht habe. Andere Historiker wie Rolf Steininger nehmen diese Erklärung mit der älteren Roosevelt-kritischen Einschätzung nach 1947 wesentlich ernster und verbinden mit Jalta noch keine endgültigen Interessensphären, die es in der künftigen von den Vereinten Nationen gelenkten Welt für Roosevelt nicht hätte geben dürfen. In dieser Sicht ist Roosevelt auf den täuschenden Stalin hereingefallen. Wiederum andere, insbesondere Polen und Exilrussen (Nikolai Tolstoy, Die Verratenen von Jalta, 1977), sprechen von einem „Verrat“ Osteuropas durch die Westalliierten und beziehen das auf die faktische Aufgabe Polens (Anerkennung des Lubliner Komitees) und der baltischen Staaten (ähnlich wie im Münchner Abkommen, so auch Präsident Bush im Mai 2005 in einer Rede in Riga). Oder sie nennen die Überstellung auch gegen den eigenen Willen der sowjetischen Soldaten, die auf deutscher Seite gekämpft hatten (Wlassow-Armee), bzw. der befreiten sowjetischen Kriegsgefangenen und Zwangsarbeiter an die Sowjetunion, die für diese oft in Sibirien oder mit dem Tod endete.

## Denkmal
Im Jahr 2004 war eine Bronze von Surab Zereteli gegossen worden, die ab 2005 an die Konferenz von Jalta erinnern sollte. Die Regierung der Ukraine verzichtete auf das Monument. Nach der Annexion der Krim durch Russland wurde die Plastik im Februar 2015 eingeweiht.